# 陳慶餘
陳慶餘（越南语：／；？—1339年）是越南陳朝時期的一位將領，為陳聖宗的養子。
陳慶餘是至靈縣（今海陽省至靈市）人，其早期事蹟不詳。蒙古軍入侵大越陳朝期間，陳慶餘表現出了將領的才能，被收為「天子義男」，封仁惠王（越南语：／）。後來陳慶餘因為與興道王陳國峻的兒媳天瑞公主私通，因而陳仁宗下令將陳慶餘杖殺，同時奪官、沒收財產。不過，陳仁宗愛其才能，有意縱容不將其打死，使他得以逃往至靈縣隱居，以賣炭為生。
1282年，元軍再次入侵大越。陳聖宗停泊在平灘渡，看見陳慶餘駕船運送木炭，令人召至，赦免其罪，官復原職。聖宗召集群臣詢問對策，群臣多認為因向元朝送去人質以為緩兵之計。唯有陳慶餘和陳國峻堅決主張抗敵，請求領兵防禦各處險要。於陳聖宗任命陳慶餘為副都將軍、驃騎將軍，又封陳國峻為國公，統領天下諸軍。陳慶餘成為陳國峻的屬下，被派往雲屯（今廣寧省雲屯縣一帶）駐守，陳國峻則駐守萬劫（今海陽省劫泊村）。
1287年，元軍第三次入侵大越。駐守雲屯的陳慶餘戰敗，元軍長驅直入到了陳朝的大本營萬劫。陳聖宗得知後十分憤怒，遣使來到陳慶餘的兵營，準備將他用鐵鏈鎖起來送回京城治罪。陳慶餘懇求寬恕二三日給予將功補過的機會；趁此機會突襲了元軍張文虎部的運糧船隻，掠得大量俘虜、軍糧和武器。聖宗得知後赦免其罪。元軍缺糧，被迫撤退；元朝水軍在白藤江遭遇陳國峻的襲擊，幾乎全軍覆沒。
在擊退元軍之後，陳慶餘的聲望如日中天。1312年，他隨陳英宗攻打占城。1316年，又率兵鎮壓演州的叛軍。在攻打占城期間，他試圖攻擊已投降的占城國王制至的衛隊，險遭英宗的懲罰。
陳慶餘也是一位傑出的軍事理論家，他整理了陳國峻所著的《萬劫宗秘傳書》，並為之作序。
1339年，陳慶餘逝世。
今日的越南人對陳慶餘甚為尊崇。每年陰曆六月十八，廣寧省關蘭島都要舉行龍舟競渡，相傳就是為了紀念陳慶餘抗擊元軍而舉行的。越南共和國海軍中也有一艘護衛驅逐艦以他命名，舷號為HQ-04。

## 腳註
1. ↑  「陳慶餘」號有時被誤寫作「陳慶瑜」號或「陳慶渝」號。